# Thang Luu
Thang Luu (* 1974 oder 1975 in Vietnam) ist ein professioneller vietnamesischer Pokerspieler. Er trägt den Spitznamen Tiger Luu und ist zweifacher Braceletgewinner der World Series of Poker.

## Persönliches
Luu wurde in Vietnam geboren und kam im Alter von 17 Jahren in die Vereinigten Staaten. Vor seiner Pokerkarriere arbeitete er als Croupier in Las Vegas, wo er auch heute noch lebt.

## Pokerkarriere

### Werdegang
Luus liebste Pokervariante ist Badugi. Seine erste Geldplatzierung bei einem Live-Turnier erzielte er Ende Mai 2005 im Palms Casino Resort am Las Vegas Strip. Im Juni 2005 war der Vietnamese erstmals bei der World Series of Poker (WSOP) im Rio All-Suite Hotel and Casino am Las Vegas Strip erfolgreich. Durch seinen Beruf als Croupier war er zur Teilnahme an der Casino Employees Championship berechtigt und belegte den mit rund 25.000 US-Dollar dotierten dritten Platz. Nachdem er 2007 bereits einen zweiten Platz belegt hatte, gewann er bei der WSOP 2008 ein Turnier in Omaha Hi-Lo und sicherte sich damit sein erstes Bracelet sowie knapp 250.000 US-Dollar Preisgeld. Ein Jahr später wiederholte er diesen Erfolg und gewann das Event erneut, wofür er sein zweites Bracelet erhielt. Seitdem blieben größere Turniererfolge aus. Seine letzten Live-Geldplatzierungen erzielte Luu im Juni 2013.
Insgesamt hat sich Luu mit Poker bei Live-Turnieren rund 750.000 US-Dollar erspielt.

### Braceletübersicht
Luu kam bei der WSOP sechsmal ins Geld und gewann zwei Bracelets:
| Jahr | Buy-in (in $) | Turnier                        | Teilnehmer | Preisgeld (in $) |
| ---- | ------------- | ------------------------------ | ---------- | ---------------- |
| 2008 | 1500          | Omaha Hi-Low Split-8 or Better | 832        | 243.342          |
| 2009 | 1500          | Omaha Hi-Low Split-8 or Better | 918        | 263.190          |